# Kamenná Poruba (kraj preszowski)
Kamenná Poruba – wieś (obec) na Słowacji położona w kraju preszowskim, w powiecie Vranov nad Topľou. Pierwsze wzmianki o miejscowości pochodzą z 1402 roku.
Według danych z dnia 31 grudnia 2012 roku, wieś zamieszkiwało 1288 osób, w tym 644 kobiety i 644 mężczyzn.
W 2001 roku rozkład populacji względem narodowości i przynależności etnicznej wyglądał następująco:
- Słowacy – 87,1%
- Czesi – 0,28%
- Morawianie – 0,09%
- Romowie – 11,1%

Ze względu na wyznawaną religię struktura mieszkańców kształtowała się w 2001 roku następująco:
- Katolicy rzymscy – 40,42%
- Grekokatolicy – 55,03%
- Ewangelicy – 0,95%
- Prawosławni – 0,66%
- Husyci – 0,09%
- Ateiści – 0,38%
- Nie podano – 2,37%